# A Magyar Érdemrend tisztikeresztje (1922)
A Magyar Érdemrend tisztikeresztje 1922. június 14-én alapíttatott vitéz nagybányai Horthy Miklós kormányzó által.

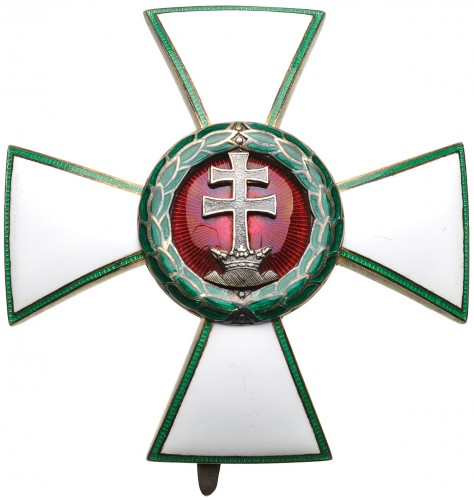
Magyar Érdemrend tisztikeresztje

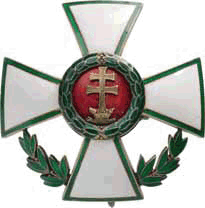
Magyar Érdemrend tisztikeresztje hadidíszítménnyel

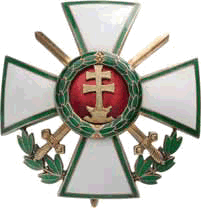
Magyar Érdemrend tisztikeresztje hadidíszítménnyel és kardokkal

## Leírása
A Magyar Érdemkereszt, majd Érdemrend a középpont felé összefutó szárú, fehérzománcos 50 mm átmérőjű kereszt. Ennek közepén a kör alakú éremfelületen a babérkoszorú övezte piroszománc mezőben hármashalmon pihenő nyitott koronából arany apostoli kettőskereszt nő ki. Hátsó oldalán e jelmondat: "Si Deus pro nobis, quis contra nos" és magának a Magyar Érdemkeresztnek az alapítása éve 1922.
Szalagja nincsen.
A hadidíszítményes változatnál az alsó keresztből felfelé ágazó babérlevelek nőnek ki, illetve a keresztszárak között keresztben kardok vannak elhelyezve.